# Unachionaspis
Unachionaspis är ett släkte av insekter. Unachionaspis ingår i familjen pansarsköldlöss.
Kladogram enligt Catalogue of Life:
| Unachionaspis | \| \| Unachionaspis bambusae \| \| \| \| \| \| Unachionaspis signata \| \| \| \| \| \| Unachionaspis tenuis \| \| \| \| |
|               | \| \| Unachionaspis bambusae \| \| \| \| \| \| Unachionaspis signata \| \| \| \| \| \| Unachionaspis tenuis \| \| \| \| |
|               | Unachionaspis bambusae                                                                                                  |
|               | |
|               | Unachionaspis signata                                                                                                   |
|               | |
|               | Unachionaspis tenuis |
|               | |